# Starodub łąkowy

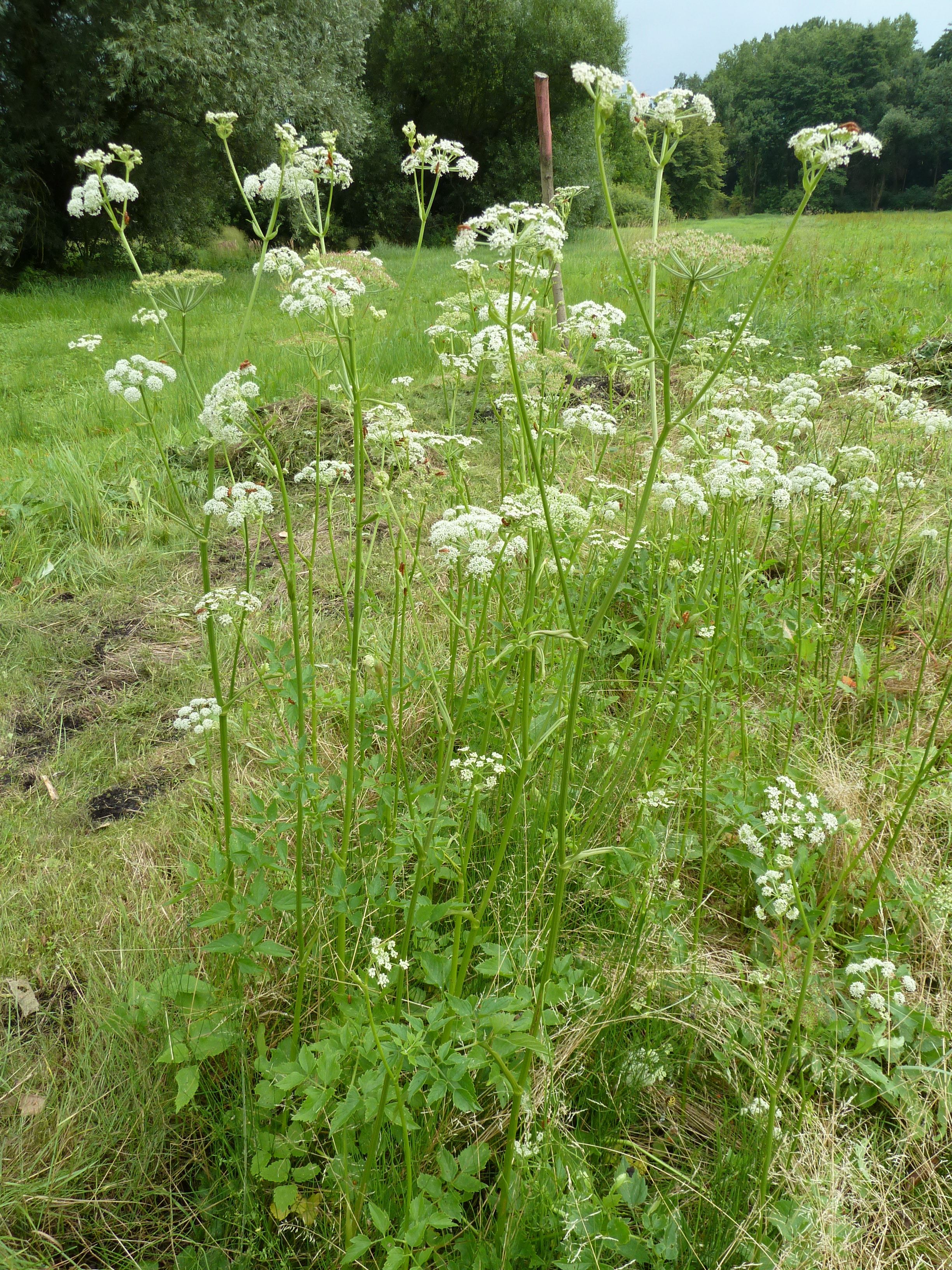

Starodub łąkowy (Ostericum palustre (Besser) Besser) – gatunek rośliny z rodziny selerowatych (Apiaceae). W szerokim ujęciu rodzaju dzięgiel Angelica włączany jest do niego jako dzięgiel łąkowy A. palustris (takie rozwiązanie taksonomiczne jest uznawane za błędne z powodu braku bliskiego pokrewieństwa tych rodzajów). Gatunek euroazjatycki. W Polsce jest rzadki.

## Rozmieszczenie geograficzne
Zwarty zasięg występowania obejmuje wąski pas ciągnący się przez wschodnią Europę do zachodniej i środkowej Azji. Oprócz tego występuje na oderwanych stanowiskach, m.in. w Czechach, na Węgrzech, Słowacji, w Jugosławii, Rumunii, Niemczech, Estonii, na Łotwie. W Polsce notowany był na ok. 150 stanowiskach, głównie na Pojezierzu Kujawskim, Wielkopolskim, Mazowszu i Wyżynie Lubelskiej. Nieliczne stanowiska notowano na Pojezierzu Chełmińsko-Dobrzyńskim oraz na terenie miasta Krakowa. Stanowiska w okolicach Krakowa (w Kotlinie Sandomierskiej) oderwane są od głównego zasięgu. Na niektórych stanowiskach już wyginął, w tym na jedynym stanowisku w Karpatach (w okolicach Żywca).

## Morfologia
ŁodygaWzniesiona, rozgałęziona, kanciasto bruzdkowana, dęta, o słabo oskrzydlonych krawędziach, naga, dołem często czerwono nabiegła. Osiąga wysokość 50–140 cm. Pod ziemią występuje krótkie, rozgałęzione i walcowate lub grubo wrzecionowate kłącze.
LiścieW ogólnym zarysie trójkątne. Dolne osadzone są na długich ogonkach i wąskich pochwach. Ich blaszki są 2–3-krotnie pierzaste, złożone z trójkątnie jajowatych listków o zaostrzonych szczytach i szorstko owłosionych nerwach na spodniej stronie. Liście górne są zredukowane i posiadają duże pochwy liściowe.
KwiatyZebrane w baldachy złożone, szczytowy jest większy od bocznych. Każdy baldach złożony składa się z 8–30 baldaszków. Pokryw brak, lub są co najwyżej 1–3, baldaszki posiadają nieliczne, lancetowate pokrywki o ząbkowanych brzegach. Kwiaty drobne, białe, 5-krotne. Płatki korony wcięte na szczycie. Kielich z wyraźnymi ząbkami, o długości do 0,5 mm.
OwoceRozłupnie rozpadające się na dwie eliptyczne i żeberkowane rozłupki o długości 4–6 mm i szerokości 2,5–4 mm. Trzy żebra grzbietowe są niewielkie, dwa brzeżne są szeroko oskrzydlone (skrzydełka osiągają połowę szerokości owocu).
Gatunki podobneDzięgiel leśny (Angelica sylvestris) rosnący na takich samych siedliskach. Gatunki te różnią się nieco morfologią liści (u staroduba odcinki dolnych liści odginają się wyraźnie w dół), nasadą listków (u staroduba zwykle sercowatą), obecnością kila po spodniej stronie ogonka u staroduba, wyraźnymi i białawymi u staroduba działkami kielicha oraz bruzdowaniem łodygi (starodub ma silniej, kanciasto bruzdowaną, także w dolnej części). Gatunek bywa też mylony z podagrycznikiem pospolitym, którego odróżnić można m.in. po pełnej łodydze, braku pokrywek i ząbków kielicha.

## Biologia i ekologia
- Kilku- lub wieloletnia bylina, hemikryptofit. Kwitnie od czerwca do września[10]. Obupłciowe kwiaty są głównie entomogamiczne (owadopylne), zapylane przez muchówki[13]. Nasiona rozsiewa wiatr[8].
- Siedlisko: mokre i wilgotne łąki, niskie torfowiska, wilgotne zarośla i olsy. Związany jest z siedliskami trwale wilgotnymi o glebach o odczynie obojętnym lub słabo kwaśnym. Rzadko występuje pojedynczo, zwykle tworzy skupiska po kilkanaście osobników na 1 m²[9].
- W klasyfikacji zbiorowisk roślinnych gatunek charakterystyczny dla rzędu (O.) Molinietalia[14].

## Zagrożenia i ochrona
Roślina objęta w Polsce od 2001 r. ścisłą ochroną gatunkową. Stanowi przedmiot ochrony w sieci Natura 2000 – ujęty jest w dyrektywie siedliskowej. Głównym źródłem zagrożenia gatunku są zmiany jego siedlisk wskutek osuszania podmokłych łąk.
- Kategoria zagrożenia w Polsce według Czerwonej listy roślin i grzybów Polski (2006)[16]: V (narażony na wyginięcie); 2016: NT (bliski zagrożenia)[17].
- Kategoria zagrożenia w Polsce według Polskiej czerwonej księgi roślin (2001): EN (zagrożony); 2014: VU (narażony)[18].

Najbardziej zagraża mu osuszenie terenu oraz zmiany w sposobie użytkowania łąk – zaorywanie ich i intensywny wypas.